# Cucurbita pepo var. flogra
Cucurbita pepo subsp. pepo var. flogra es una variedad de Cucurbita pepo establecida por Teppner (2000) que describe una variedad «multipropósito» que obtuvo él mismo de fruto de tipo Vegetable Marrow, semillas de testa delgada similar a las de Styria, hábito arbustivo y aparentemente resistente a enfermedades, a patir de cruzas entre una variedad ornamental, un zucchini arbustivo y Cucurbita pepo var. styriaca. El nombre proviene de Florianigasse Graz, la localidad de la obtención.

## Literatura taxonómica primaria
Teppner H. 2000. Cucurbita pepo (Cucurbitaceae) - History, seed coat types, thin coated seeds and their genetics - Phyton (Horn, Austria) 40 (1): 1-42, 46 figures - En inglés con resumen en alemán. https://web.archive.org/web/20160304122124/http://www.uni-graz.at/~teppnerh/Phyton%2044-2%20245-308%20TEPPNER.pdf
- Datos: Q24048496